# Glossidae
Glossidae zijn een familie van tweekleppigen uit de orde Veneroida.

## Taxonomie
De volgende geslachten zijn bij de familie ingedeeld:
- Glossus Poli, 1795
- Meiocardia H. Adams & A. Adams, 1857